# Jacobello di Bonomo
Jacobello di Bonomo, také Jacobello Bonomo (činný ve 2. polovině 14. století) byl italský malíř vrcholné gotiky, z jehož vzácně dochovaného díla je oltářní nástavec v pražské katedrále.

## Život
Jeho původ, rok a místo narození nejsou známy. Bonomo je poměrně běžné italské příjmení. Historikové umění podle stylu jednoznačně soudí, že se malířství vyučil v Benátkách, kde se ovšem nezachovala žádná jeho identifikovatelná díla. Někteří kritici umění upozornili na vliv Lorenza Veneziana. Jiné zdroje poukazují na to, že pracoval pro nebo s malířem Giovannim da Bologna.. Objevily se pokusy ztotožnit ho s  Jacobellem del Fiore nebo Jacomettem del Fiore, ale jde o dva různé mistry.

## Dílo
Autorsky určené oltářní retábly:

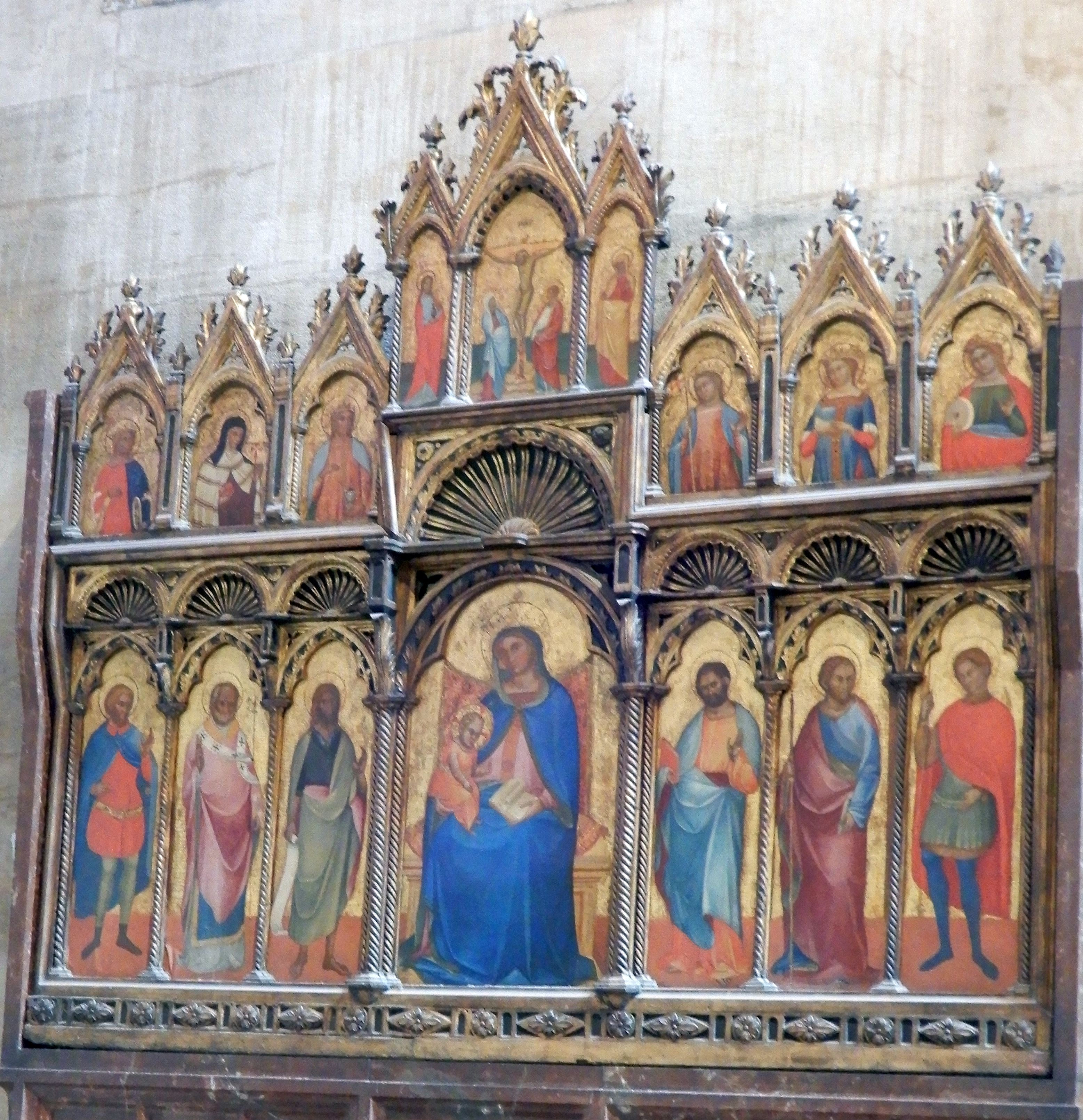
Mariánský oltář, katedrála sv. Víta, Praha

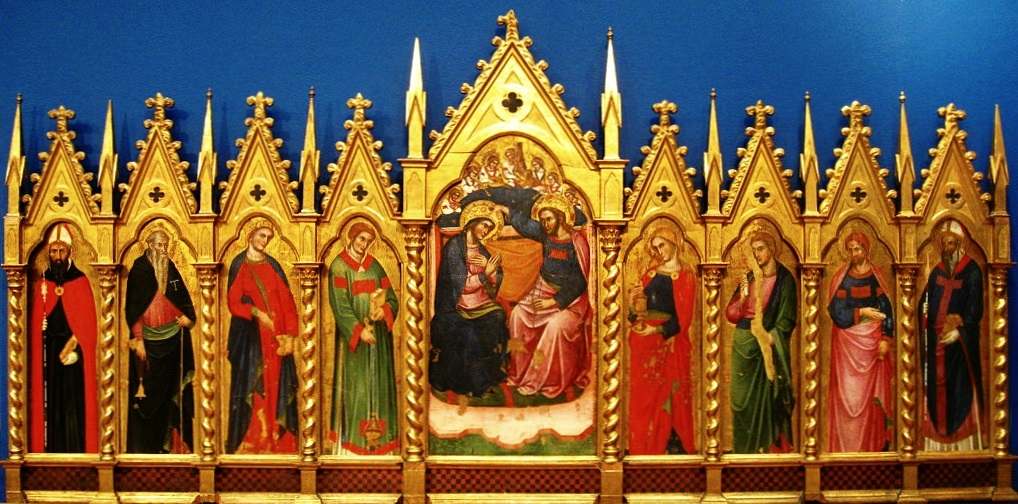
Korunování Panny Marie, 1370–1380, Krakov

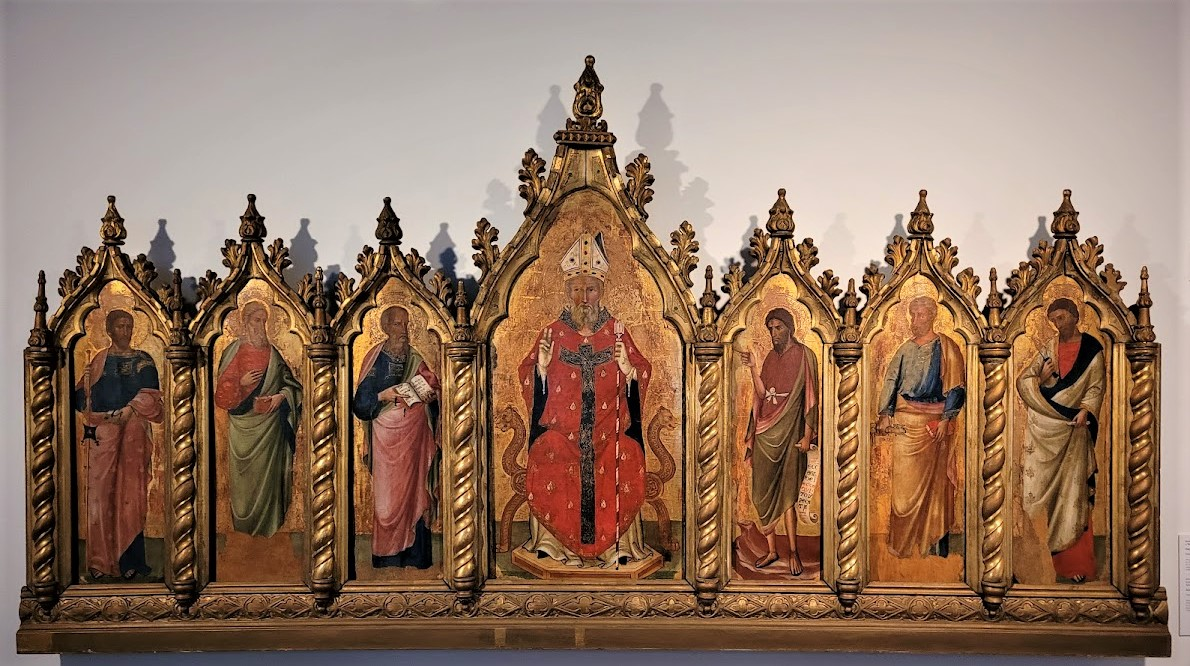
Polyptych z Dubí

- Trůnící madona s dítětem mezi 14 svatými (1385), polyptych z kostela Santarcangelo di Romagna, nyní v: Museo Civico v Palazzo Cenci v Santarcangelo[3]
- Korunování Panny Marie mezi 8 svatými, polyptych neznámého původu; jedna etáž, Muzeum Czartoryskich v Krakově
- Ježíš mezi apoštoly, oltářní deska, Museo urbano Mantova[4]
- Trůnící madona s dítětem mezi 6 svatými,  trojetážový polyptych, v nástavci skupina Ukřižování mezi šesti světci, Katedrála sv. Víta, Václava a Vojtěcha na Pražském hradě, kaple sv. Anežky České, dříve Bartoňů z Dobenína, kteří polyptych zakoupili a počátkem 20. století katedrále věnovali.[5]
- Trůnící svatý biskup (Brixius nebo Blažej) mezi šesti apoštoly, polyptych z kostela Neposkvrněného Početí Panny Marie v Dubí, z majetku rodiny Clary-Aldringenů, nyní v Diecézním muzeu v Litoměřicích